# Millerstown
Millerstown är en ort i Perry County i delstaten Pennsylvania, USA.